# Luchi De Jesus
Luchi De Jesus est un compositeur américain né le 19 août 1923 à New York, New York (États-Unis), décédé le 19 août 1984 à Canoga Park (États-Unis).

## Filmographie
- 1955 : Gunsmoke (Gunsmoke) (série TV)
- 1967 : L'Homme de fer (Ironside) (série TV)
- 1967 : Mannix (Mannix) (série TV)
- 1971 : McMillan (série TV)
- 1972 : Massacre (Slaughter)
- 1973 : Bad Charleston Charlie
- 1973 : Running Wild
- 1973 : Detroit 9000 (en)
- 1974 : L'Homme qui valait trois milliards (The Six Million Dollar Man) (série TV)
- 1974 : La Ceinture noire (Black Belt Jones)
- 1974 : Get Christie Love (série TV)
- 1974 : Dossiers brûlants (Kolchak: The Night Stalker) (série TV)
- 1974 : The California Kid (TV)
- 1975 : The Secret of Bigfoot (TV)
- 1975 : Friday Foster (en)
- 1975 : Douce captive (Sweet Hostage) (TV)
- 1975 : Arde baby, arde
- 1975 : Lady Cocoa
- 1976 : Super Jaimie (The Bionic Woman) (série TV)